# Biomasseheizkraftwerk Sellessen
Das Biomasseheizkraftwerk Sellessen ist ein 2006 in Betrieb genommenes Heizkraftwerk im Spremberger Ortsteil Sellessen, das im Zuge der Umsiedlung des Ortes Haidemühl errichtet wurde.
Baubeginn war im Mai 2005, das erste Zünden des Kessels am 19. November 2005 und die erste Netzschaltung bereits am 6. Dezember 2005. Die offizielle Inbetriebnahme erfolgte am 13. April 2006 im Beisein des damaligen Umweltministers Sigmar Gabriel.
Der alte Ort Haidemühl musste dem fortschreitenden Tagebau Welzow-Süd weichen. Aus denen für die Umsiedlung zur Verfügung gestellten Liegenschaften wählten die Bewohner aus Haidemühl mehrheitlich das jetzige Grundstück bei Sellessen in Spremberg aus. Haidemühl ist heute ein Ortsteil der Stadt Spremberg.
Das Biomasseheizkraftwerk versorgt das neu errichtete Haidemühl mit Fernwärme und Strom. Das auf dem Prinzip der Kraft-Wärme-Kopplung errichtete Kraftwerk stellt bis zu 3,5 MW therm. Leistung zur Verfügung. Die bis zu 2,8 MW elektrischer Energie werden in das vorhandene Leitungsnetz des örtlichen Versorgungsunternehmens, den Stadtwerken Spremberg, gemäß Erneuerbare-Energien-Gesetz eingespeist.
Der Brennstoffbedarf beträgt etwa 30.000 Tonnen Holzhackschnitzel im Jahr. Bei der verwendeten Biomasse aus der Tagebauvorfeldberäumung handelt es sich zu 100 % um nicht weiter nutzbares oberirdisches Holz aus den zuvor gerodeten Wäldern und um die bisher nicht nutzbaren Baumstubben und Baumwurzeln. Die Nutzung von Wurzelholz zur Strom- und Wärmeerzeugung ist bislang einmalig in Deutschland.
Der Gesamtwirkungsgrad bei voller Wärmeauskopplung beträgt 52 %.
Die Betriebsführung unterliegt seit dem 1. Oktober 2011 der „Gesellschaft für Montan- und Bautechnik mbH“ (GMB), einer Tochtergesellschaft von Vattenfall Europe. Anfang 2016 wurde die GMB auch Eigentümer, da die Vattenfall Europe New Energy GmbH sich im Zusammenhang mit Verkauf der Erzeugungsanlagen in Deutschland, durch Vattenfall Europe, von den Anlagenteilen trennte.